# Assemblade
Une assemblade (du gascon assemblada) est une foire typique des Landes de Gascogne, mêlant, jusque dans la première moitié du XXe siècle, maquignons, marchands, commerçants, forains et visiteurs en pèlerinage sur un lieu de dévotion.

## Présentation
L'assemblade était la journée de l'année qu'on attendait avec impatience, souvent une des rares occasions de quitter sa ferme ou sa métairie. On y échangeait non seulement des marchandises, mais aussi des informations, de la main-d'œuvre, des renseignements pratiques où la santé occupait une large place. Les habitants des environs se déplaçaient en kas ou bros (charrette ou char) et une foule considérable, déversée « à pleines charrettes », envahissait les lieux. La foule se rassemblait dans un mélange de profane et de sacré : la messe était célébrée autour d'une foire commerciale. Des amusements et un bal au son de la boha animaient l'événement. On pouvait y voir des montreurs d'ours, des combats de chiens, des forains et camelots, ou bien s'affronter au jeu du rampeau, dans des bagarres entre ivrognes ou entre rivaux de villages voisins. Autant d'occasions de s'amuser.
Au début du XIXe siècle, on dénombre une quarantaine d'assemblades. La foire de Ousse-Suzan « assemblada de la Sent Miquèu d'Ossa Susan » du 29 septembre est la plus importante et perdure toujours aujourd’hui.  Rion-des-Landes avait par exemple trois foires chaque année, s'étalant sur plusieurs jours, le jeudi après la Pentecôte (première date citée, 1806), le jeudi après la Saint-Barthélemy (première date citée, 1794) et le jeudi après la Saint-Michel (1701). Les dernières assemblades perdurent jusqu'au milieu du XXe siècle.

### Origines
Dans l'Antiquité, les foires des comptoirs commerciaux romains en pays étranger sont appelées « emporium ». Elles sont presque toujours installées dans des secteurs inhabités, au voisinage d'une source sacrée. Au Moyen Âge, ces foires deviennent des « assemblades » dans le sud-ouest de la France.
Ce terme local désignait une foire réunissant à l'occasion de fêtes patronales maquignons, pèlerins, forains, bergers landais et leurs troupeaux de brebis landaises sur un lieu de dévotion. C'était jadis un des rares moyens de rencontre entre les habitants de la Haute-Lande et jouait un rôle économique, commercial, social, médical et religieux important :
- sur le plan économique et commercial, les assemblades étaient le lieu de transactions : vente de bétail ou de marchandises notamment ;
- sur le plan social, elles étaient le lieu de renouvellement des contrats de métayage, location de domestiques et d'ouvriers (appelée « louée ») et pour les femmes, hormis la messe, une des rares occasions de sortir une fois par an de l'exploitation familiale[7] ;
- sur le plan médical, l'assemblade permettait de se rendre à une fontaine sacrée pour y pratiquer des ablutions dans l'espoir de guérir certains maux. Cette forme rudimentaire d'hydrothérapie constituait un des rares moyens à la disposition des populations pour se soigner ;
- sur le plan religieux, elles étaient vouées au culte d'un saint : Ousse-Suzan est dédié à saint Michel, dont le culte a toujours été très fort en France. À Bouricos, l'assemblade a lieu le 24 juin, jour de la saint Jean-Baptiste.

### Subsistances
De nos jours, certains événements sont des héritages directs de cette tradition gasconne :
- Ousse-Suzan : foire de la Saint-Michel. Attestée depuis le XIIe siècle, elle est inscrite à l'Inventaire du patrimoine culturel immatériel en France au titre des pratiques festives ;
- Pontenx-les-Forges : la foire de la Saint-Jean à Bouricos ;
- Rion-des-Landes : feria de autour de la Saint Barthélemy.